# Thrypticomyia carolinensis
Thrypticomyia carolinensis is een tweevleugelige uit de familie steltmuggen (Limoniidae). De soort komt voor in het Australaziatisch gebied.